# Edward Turnour, 6. Earl Winterton

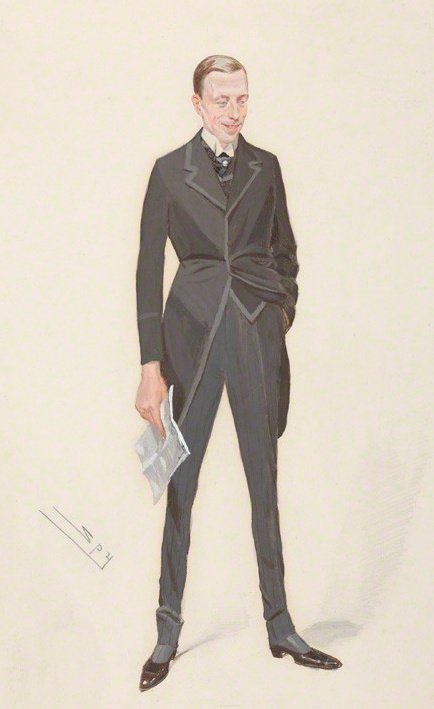
Karikatur des Earl of Winterton (1908)

Edward Turnour, 6. Earl Winterton PC (* 4. April 1883; † 26. August 1962) war ein britischer Politiker der Conservative Party, der 47 Jahre Abgeordneter im House of Commons war und vom jüngsten Abgeordneten („Baby of the House“) zum dienstältesten Abgeordneten („Father of the House“) wurde sowie als Baron Turnour Mitglied des House of Lords war.

## Leben
Turnour stammte aus einer irischen Adelsfamilie und war Sohn von Edward Turnour, 5. Earl Winterton. Am 11. November 1904 wurde er bei einer Nachwahl mit 21 Jahren zum jüngsten Abgeordneten („Baby of the House“) des House of Commons gewählt. Er gehörte dem Unterhaus bis zum 25. Oktober 1951 an und war bis zu den Unterhauswahlen am 14. Dezember 1918 Abgeordneter für den Wahlkreis Horsham in West Sussex, anschließend für den neugebildeten Wahlkreises Horsham and Worthing und ab den Unterhauswahlen am 5. Juli 1945 erneut für den wiederhergestellten Wahlkreis Horsham. Zu Beginn seiner Parlamentszugehörigkeit war er kurzzeitig zwischen 1904 und 1905 Parlamentarischer Privatsekretär des Finanzsekretärs der Admiralität und dann zwischen 1906 und 1908 von Joseph Chamberlain.
1907 folgte er seinem Vater als Earl Winterton, wurde allerdings dadurch kein Mitglied des Oberhauses, da es sich um einen Titel der Peerage of Ireland handelte. Während des Ersten Weltkrieges diente er von 1915 bis 1916 als Captain bei der Sussex Yeomanry und nahm auch an der Schlacht von Gallipoli sowie an Gefechtshandlungen in Ägypten teil, ehe er anschließend von 1916 bis 1918 als Major beim Imperial Camel Corps in Ägypten Verwendung fand. 1918 befand er sich zusammen mit dem als Lawrence von Arabien bekannten T. E. Lawrence in Hedschas.
Während seiner langjährigen Parlamentszugehörigkeit war er erstmals von Oktober 1922 bis Januar 1924 Unterstaatssekretär für Indien in den konservativen Kabinetten der Premierminister Andrew Bonar Law und Stanley Baldwin. Das Amt des Unterstaatssekretärs für Indien übte Turnour erneut zwischen November 1924 und Juni 1929 im zweiten Kabinett Baldwin aus.
1931 war er zunächst Delegierter bei der Konferenz über Burma und dann 1932 bei der Dritten Konferenz über Indien. Während der Amtszeit von Premierminister Neville Chamberlain war er von 1937 bis 1939 Chancellor of the Duchy of Lancaster sowie zugleich 1938 für einige Zeit stellvertretender Staatssekretär für Luftfahrt und Vizepräsident des Luftfahrtrates. Anschließend war er 1938 Assistent des Innenministers und 1939 noch Paymaster General im Kabinett Chamberlain. Darüber hinaus war er zwischen 1938 und 1945 Vorsitzender und britischer Regierungsvertreter im Intergouvernementalen Flüchtlingskomitee (Intergovernmental Committee on Refugees).
Nach dem Tod von David Lloyd George am 29. März 1945 wurde er als dienstzeitlängstes Mitglied des Unterhauses „Father of the House“ und damit quasi Alterspräsident des House of Commons. Zu den Unterhauswahlen am 25. Oktober 1951 trat er nicht mehr an und schied aus dem Unterhaus aus. Nach seinem Ausscheiden folgte ihm Hugh O’Neill als „Father of the House“.
Am 15. Februar 1952 wurde er in der Peerage of the United Kingdom zum Baron Turnour, of Shillinglee in the County of Sussex, erhoben und war dadurch fortan Mitglied im House of Lords. Da seine 1924 geschlossene Ehe mit Monica Wilson (1902–1974), Tochter des Charles Wilson, 2. Baron Nunburnholme, kinderlos blieb, erlosch dieser Titel jedoch mit seinem Tod mangels männlicher Nachfolger, während seine übrigen Titel an seinen Cousin dritten Grades Ronald Chard Turnour fielen.

## Veröffentlichungen
- West to South in Africa, 1930
- Pre-war, 1932
- Orders of the day, 1953
- Fifty tumultuous years, 1955